# Larry’s Showtime
Larry’s Showtime war eine Unterhaltungssendung des ZDF, die von 1975 bis 1981 lief. Sie zeigte Ausschnitte aus US-amerikanischen Fernsehshows, darunter die The Jerry Lewis Show und The Dean Martin Show.
Präsentiert wurde die Sendung von Zeichentrick-Katze Larry. Sie wurde von Curt Linda kreiert. Erich Ebert fungierte als Sprecher. Im Vorspann war außerdem ein Zeichentrick-Hund zu sehen.